# Dichaetanthera
Dichaetanthera là chi thực vật có hoa trong họ Mua.